# Saint Michel (Mónaco)
Saint Michel o San Miguel (en francés: Saint Michel) es un área residencial de Montecarlo en el principado de Mónaco. Fue parte del tradicional distrito de Montecarlo, pero es también una nueva circunscripción electoral de Mónaco. Posee 14,22 hectáreas de superficie (0,14 kilómetros cuadrados) y tiene una población de 3.907 habitantes según el censo de 2000.  También es uno de los once distritos administrativos modernos de Mónaco.	

## Geografía
Saint Michel está en el centro norte del país, justo al norte de Montecarlo. Saint Michel es generalmente considerado parte de Monte Carlo aunque es su propio distrito administrativo. Corre directamente a lo largo de la vecina ciudad francesa de Beausoleil, así como los distritos monegascos de Monte Carlo, La Condamine y Moneghetti.

### Demografía
Saint Michel es el tercer distrito más grande de Mónaco en términos de población, y el cuarto más pequeño en términos de tamaño de la tierra. Saint Michel tiene una población de 3.907 habitantes y tiene 0,14 km²
Mónaco tiene diez escuelas estatales, cuatro privadas y una universidad. En este distrito hay dos escuelas estatales y dos privadas.

Le Schuylkill, Saint Michel, Monaco

## Turismo
Saint Michel es más bien una zona residencial, pero una docena de pequeños hoteles y bed & breakfast, se pueden encontrar aquí, ayudando a la industria turística de alta gama de Mónaco.

## Economía
Saint Michel es más bien una comunidad residencial, pero tiene muchas boutiques y restaurantes. Debido a la ubicación de Saint Michel más fuera del centro de la ciudad, sus ventas de bienes raíces son generalmente menores. En promedio, entre un 10% y un 15% menos que los vecinos de Monte Carlo o La Condamine. Saint Michel también cuenta con una gran variedad de concesionarios de vehículos, como Honda, BMW y Tesla.